# 5012 Eurymedon
5012 Eurymedon eller 9507 P-L är en trojansk asteroid i Jupiters lagrangepunkt L4. Den upptäcktes 17 oktober 1960 av den nederländsk-amerikanske astronomen Tom Gehrels och det nederländska astronomparet Ingrid van Houten-Groeneveld och Cornelis Johannes van Houten vid Palomar-observatoriet. Den är uppkallad efter Eurymedon i den grekiska mytologin.
Asteroiden har en diameter på ungefär 36 kilometer.